# Luisia trichorrhiza
Luisia trichorrhiza là một loài thực vật có hoa trong họ Lan. Loài này được (Hook.) Blume mô tả khoa học đầu tiên năm 1849.